# Myrnyj (Krim)
Myrnyj (ukrainisch Мирний, russisch Мирный Mirny) ist eine Siedlung städtischen Typs in der Autonomen Republik Krim im Süden der Ukraine mit 4200 Einwohnern (2011).

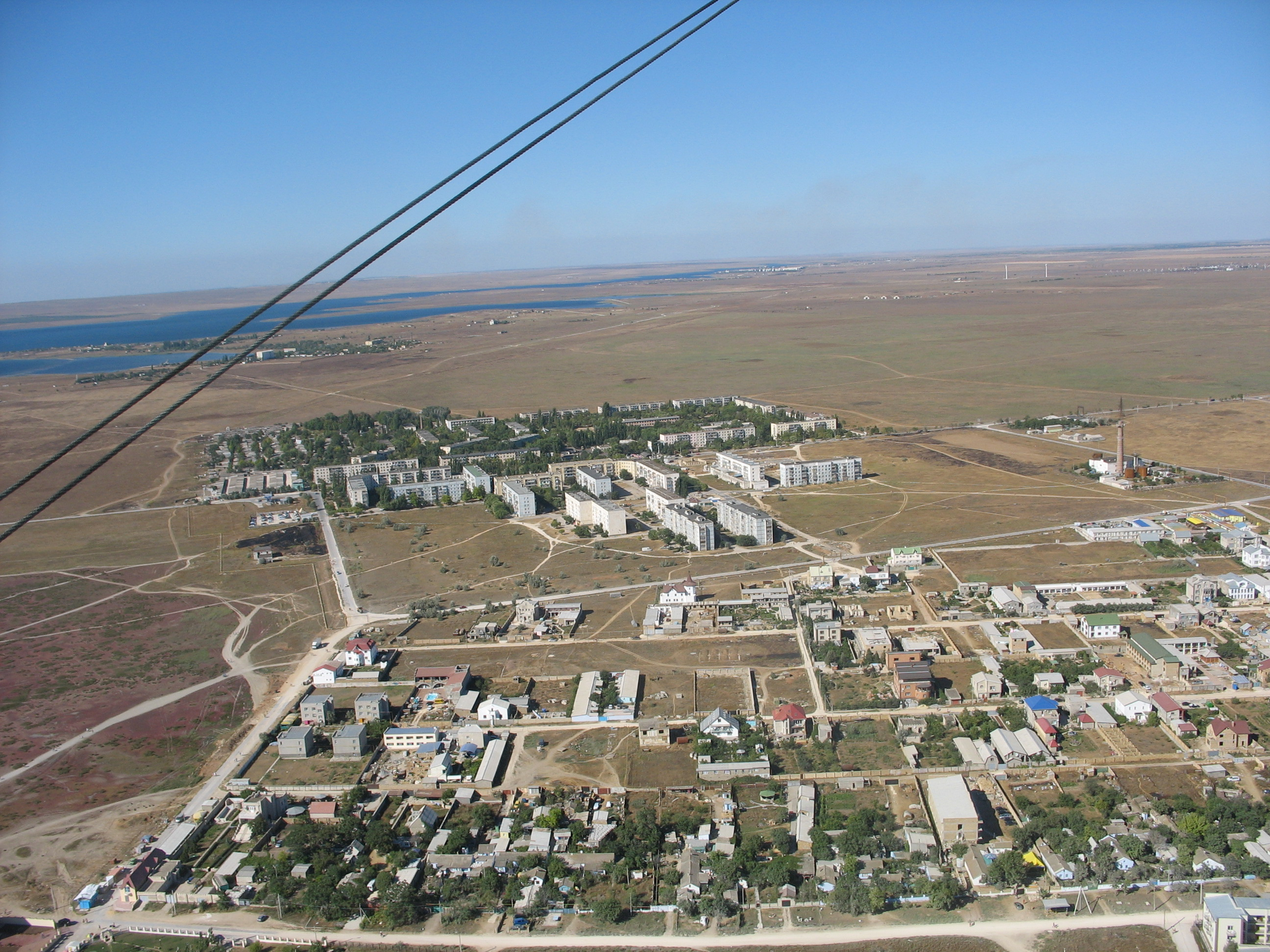
Luftbild von Myrnyj

## Geschichte
Das 1961 im Zusammenhang mit der Anlegung eines Kanals vom Schwarzen Meer zum benachbarten Donuslaw-See und dem Bau eines Militärflugplatzes gegründete Siedlung besitzt seit 1977 den Status einer Siedlung städtischen Typs und ist ein Garnisonsstandort mit dem Seehafen Nowooserne, der Marinestützpunkt und bis zur Annexion der Krim durch die Russische Föderation Heimathafen von Schiffen der ukrainischen Marine war.

## Geographie
Myrnyj liegt im Nordwesten der Halbinsel Krim zwischen dem Ufer des Schwarzen Meeres im Südosten und dem 47 km² großen Donuslaw-See im Nordosten und zählt administrativ zur Stadtratsgemeinde der 30 km südöstlich liegenden Stadt Jewpatorija. Im Süden grenzt das, zur Landratsgemeinde Schtormowe (Штормове) gehörende Dorf Popiwka an die Siedlung. Das Rajonzentrum Saky befindet sich 53 km südöstlich von Myrnyj.